# Pepijn Lijnders
Pepijn "Pep" Lijnders (Broekhuizen, Países Bajos, 24 de enero de 1983) es un entrenador de fútbol neerlandés. Actualmente es asistente técnico de Pep Guardiola en el Manchester City Football Club de la Premier League de Inglaterra.

## Trayectoria
Lijnders comenzó su carrera técnica en 2002 con el PSV, ayudando con el entrenamiento juvenil y el desarrollo individual de los jugadores. En 2006, se mudó a Oporto y ayudó a desarrollar su academia juvenil, trabajando bajo la dirección de Vítor Frade y Luís Castro. Durante su paso por el club trabajó a las órdenes de Jesualdo Ferreira, André Villas-Boas, Vítor Pereira y Paulo Fonseca.En 2014, se mudó al Liverpool como entrenador de desarrollo con Brendan Rodgers y luego continuó con Jürgen Klopp como entrenador asistente, así como entrenador del primer equipo con el alemán.
El 2 de enero de 2018, Lijnders aceptó cargo de entrenador en el NEC en la Eerste Divisie holandesa y firmó un contrato por 18 meses.El 17 de mayo, fue despedido de su cargo después de que el equipo no lograra el ascenso a la Eredivisie en los play-offs de ascenso.
En junio de 2018, regresó al cuerpo técnico del Liverpool.El 26 de enero de 2024 se anunció que, junto con Klopp, dejaría el club al final de la temporada 2023-24.
El 15 de mayo de 2024, Lijnders firmó como entrenador del Red Bull Salzburgo con un contrato válido hasta junio de 2027.El 16 de diciembre, fue despedido de su cargo después de una serie de malos resultados tanto en la Bundesliga como en la UEFA Champions League.

## Clubes

### Como entrenador
| Club               | País         | Año           |
| ------------------ | ------------ | ------------- |
| NEC                | Países Bajos | 2018          |
| Red Bull Salzburgo | Austria      | 2024-presente |

## Estadísticas como entrenador
| Equipo                       | Div.                | Temporada           | Liga  | Liga | Liga | Liga | Liga |       | Copa | Copa | Copa | Copa  |   | Internacional | Internacional | Internacional | Internacional | Internacional |   | Otros | Otros | Otros | Otros |    | Totales     | Totales | Totales | Totales | Totales | Totales | Totales | Totales |
| Equipo                       | Div.                | Temporada           | Part. | G    | E    | P    | Pos. | Part. | G    | E    | P    | Part. | G | E             | P             | Pos.          | Part.         | G             | E | P     | Part. | G     | E     | P  | Rendimiento | GF      | GC      | Dif.    |         |         |         |         |
| ---------------------------- | ------------------- | ------------------- | ----- | ---- | ---- | ---- | ---- | ----- | ---- | ---- | ---- | ----- | - | ------------- | ------------- | ------------- | ------------- | ------------- | - | ----- | ----- | ----- | ----- | -- | ----------- | ------- | ------- | ------- | ------- | ------- | ------- | ------- |
| NEC · Países Bajos           | 2.ª                 | 2017-18             | 20    | 10   | 4    | 6    | 3.º  | -     | -    | -    | -    | -     | - | -             | -             | -             | 2             | 1             | 0 | 1     | 22    | 11    | 4     | 7  | 56.06%      | 39      | 29      | +10     |         |         |         |         |
| NEC · Países Bajos           | Total               | Total               | 20    | 10   | 4    | 6    | -    | -     | -    | -    | -    | -     | - | -             | -             | -             | 2             | 1             | 0 | 1     | 22    | 11    | 4     | 7  | 56.06%      | 39      | 29      | +10     |         |         |         |         |
| Red Bull Salzburgo · Austria | 1.ª                 | 2024-25             | 16    | 7    | 5    | 4    | Inc. | 3     | 3    | 0    | 0    | 10    | 3 | 2             | 5             | Inc.          | -             | -             | - | -     | 29    | 13    | 7     | 9  | 52.88%      | 50      | 42      | +8      |         |         |         |         |
| Red Bull Salzburgo · Austria | Total               | Total               | 16    | 7    | 5    | 4    | -    | 3     | 3    | 0    | 0    | 10    | 3 | 2             | 5             | -             | -             | -             | - | -     | 29    | 13    | 7     | 9  | 52.88%      | 50      | 42      | +8      |         |         |         |         |
| Total en su carrera          | Total en su carrera | Total en su carrera | 36    | 17   | 9    | 10   | -    | 3     | 3    | 0    | 0    | 10    | 3 | 2             | 5             | -             | 2             | 1             | 0 | 1     | 51    | 24    | 11    | 16 | 54.25%      | 89      | 71      | +18     |         |         |         |         |
| 1. 2. 3.                     |                     |                     |       |      |      |      |      |       |      |      |      |       |   |               |               |               |               |               |   |       |       |       |       |    |             |         |         |         |         |         |         |         |

#### Resumen por competiciones
| Competición                  | Partidos | Ganados | Empatados | Perdidos | Ganados % |
| ---------------------------- | -------- | ------- | --------- | -------- | --------- |
| Eerste Divisie               | 23       | 12      | 4         | 7        | 57.97%    |
| Admiral Bundesliga           | 15       | 6       | 5         | 4        | 51.11%    |
| Copa de Austria              | 3        | 3       | 0         | 0        | 100%      |
| Liga de Campeones de la UEFA | 10       | 3       | 2         | 5        | 36.67%    |
| TOTAL                        | 51       | 24      | 11        | 16       | 54.25%    |